# Jacquotte Delahaye
Jacquotte Delahaye (* ca. 1630er Jahre auf Hispaniola; † um 1663) war eine Piratin oder Bukanierin, die in der Karibik aktiv war. Neben Anne Bonny und Mary Read war sie eine der wenigen weiblichen Piraten der Karibik. 

## Biografie
Jacquotte Delahaye stammte von der Insel Hispaniola, aus dem Teil des heutigen Haiti. Sie war die Tochter eines Franzosen und einer Eingeborenen. Es heißt, die Mutter starb bei ihrer Geburt. Ihr Bruder litt unter einer leichten Behinderung und sie kümmerte sich nach dem Tod des Vaters um ihn. Gemäß Legende und Erzählungen wurde sie nach dem gewaltsamen Tod ihres Vaters zur Piratin. 
Um ihr Leben ranken sich viele Mythen. Um ihren Verfolgern zu entgehen, täuschte sie angeblich ihren eigenen Tod vor und lebte viele Jahre als Mann verkleidet unter den Piraten. Nach ihrer Rückkehr erhielt sie den Beinamen "untote Rote" wegen ihrer leuchtend roten Haare, einem ihrer Markenzeichen. 
Sie war Anführerin einer Hundertschaft von Piraten, mit deren Hilfe sie im Jahr 1656 eine karibische Insel einnahm, die sie zur „Freibeuter-Republik“ erklärte. Sie starb etwa sieben Jahre später bei deren Verteidigung.